# Unità Tecnologica Elementare
L'Unità Tecnologica Elementare (UTE) è un insieme di due o più macchine connesse fisicamente attraverso un sistema di trasporto dei materiali e di sistema di buffer di immagazzinamento.
È un modello produttivo che sostituisce l'isola di montaggio, che a sua volta viene dopo la catena di montaggio (dalla catena si è passati all'isola, e dall'isola alla UTE).